# Sander Øverjordet
Sander Andreassen Øverjordet (* 8. April 1996 in Oslo) ist ein norwegischer Handballspieler.

## Karriere

### Verein
Sander Øverjordet lernte das Handballspielen bei Oppsal IF, für den er auch im Erwachsenenbereich debütierte. Nach einer kurzen Station bei Vålerengens IF wechselte der 1,97 m große linke Rückraumspieler zum Haslum HK, mit dem er am EHF-Pokal und am EHF Challenge Cup teilnahm. Im Sommer 2020 unterschrieb er beim dänischen Verein Mors-Thy Håndbold. Ab 2022 lief er für KIF Kolding auf. Im Sommer 2024 sollte er zum Haslum HK zurückkehren. Jedoch wurde er kurzfristig vom deutschen Erstligisten HC Erlangen verpflichtet.

### Nationalmannschaft
Bei den Olympischen Jugend-Sommerspielen 2014 gewann Øverjordet mit der norwegischen Auswahl die Bronzemedaille.
In der norwegischen A-Nationalmannschaft debütierte er am 24. Oktober 2019 gegen Spanien. Bei der Europameisterschaft 2020 trug er fünf Tore in neun Einsätzen zum Gewinn der Bronzemedaille bei. Bei der Weltmeisterschaft 2021 erreichte er mit dem Team den sechsten Platz. Er steht im vorläufigen Aufgebot für die Weltmeisterschaft 2023.